# Giotto di Bondone
Giotto di Bondone eller bare Giotto (født ca. 1267, død 8. januar 1337) var en italiensk maler og arkitekt.
Han blev født i en fattig bondefamilie i nærheden af Firenze, og som barn passede han får. Ifølge legenden skulle han have malet på klipper med kridt, da kunstneren Cimabue kom forbi. En tegning af et får var livagtig og perfekt, og derfor foreslog Cimabue Giottos far, at sønnen skulle komme med ham som lærling. Også mens han var lærling, viste Giotto store evner til at lave livagtige afbildninger af f.eks. fluer.
Som maler var han nyskabende og regnes som forløber for renæssancen; han brød med den meget bundne byzantinske malestil. Forskellen var, at den hidtidige stil typisk viste flade, symbolske figurer arrangeret i dekorative rum, mens Giotto i stedet malede mere individuelle figurer, der interagerede med hinanden i perspektiv. Hans figurer havde skulpturelle præg med fylde og vægt. Dette gav ham allerede i hans egen levetid mange beundrere, heriblandt kongen af Napoli, Dante Alighieri og Boccaccio.

## Værker
Der er bevaret flere værker af Giotto. Blandt de mest kendte er hans serie af billeder over Frans af Assisis liv i den øverste kirke i San Francesco. Der hersker dog en vis usikkerhed om, hvor vidt Giotto faktisk er ophavsmand til serien. Et andet eksempel er Korsfæstelsen i Santa Maria Novella i Firenze.
Hans mesterværk er loftsdekorationen i Capella degli Scrovegni i Padua, som han færdiggjorde omkring 1305. Der er 100 større scenarier, der viser Jomfru Marias liv og Kristi lidelseshistorie. Malestilen var direkte inspiration for Michelangelos loftsmalerier i det Sixtinske Kapel ca. 200 år senere. I det hele taget var renæssancens malere meget betaget af kraften i Giottos fremstilling af lidelseshistorien.
Fra ti år i Rom på pavens anmodning og en periode i Napoli er der ikke bevaret ret mange værker. Omkring 1320 vendte Giotto tilbage til Firenze, hvor han til Basilica di Santa Croce malede freskoer og altermalerier. Freskoerne er med tiden blevet stærkt beskadiget, men der er dog stadig nok til, at man kan fornemme en vis ændring i hans stil mod det mere ornamenterede.
Han kom også til at virke som arkitekt, bl.a. på kampanilen på Cattedrale di Santa Maria del Fiore, domkirken i Firenze. Han døde dog inden den var fuldført.

## Scrovegni-kapellet i Padua
Giotto og Dante blev venner i hjembyen Firenze. Der var kun to år mellem dem i alder. De tilhørte det samme laug i hjembyen, og begge sympatiserede de med tiggermunkene, der gik i Frans af Assisis spor. I Divina Commedia omtaler Dante også sin ven; Dante praler af, at hans eget digternavn snart vil være på alles læber, ligesom den unge Giotto havde fået sat den berømte Cimabue i skyggen på maleriets område. Som alle franciskanere var Giotto og Dante optaget af dommedag, og især skillet mellem de salige og de fortabte. Frem til Frans af Assisi havde rigdom og ære været synlige tegn på Guds velvilje. Efter Frans blev rigdom og ære i stedet mistænkeliggjort. Især så franciskanerne med skepsis på pengeudlånere, der udnyttede de ejendomsløse. Dante placerede pengeudlånere i helvedes 7. kreds; gruppen udsatte sig for strenge bodsøvelser som en selvpålagt straf for de penge, de havde indkasseret, så det ikke skulle koste dem frelse og salighed. I Divina commedia møder vi i 7. kreds en mand med en stor pengepung smykket med billede af en blå so. Manden var en fælles bekendt af Dante og Giotto: Rinaldo Scrovegni, far til Enrico Scrovegni, Giottos opdragsgiver i kapellet i Padua.
I senmiddelalderen havde de rigeste brug for fattigdommens maske. Rige købmænd og pengeudlånere engagerede samtidens dyreste kunstnere for at forherlige fattigdommen. I Scrovegni-kapellet minder Giotto sin opdragsgiver skånselsløst om, hvordan han har tjent sine penge. Judas Iskariot, der modtager de 30 sølvpenge, placeres godt synlig med sin store pengepung. Ellers i kunsthistorien møder vi ikke en Jesus, der hytter med knytnæven; men det gør han hos Giotto. 
I Scrovegni-kapellet dokumenterede maleren Giotto og skulptøren Giovanni Pisano den rige givers anger for eftertiden, ud fra en teologi, hvor det ikke var synden, der afgjorde, hvor man endte efter døden, men ens anger og sakramenter. Giotto fyldte sine billeder med hverdagslige detaljer og droppede de konventionelle dekorationer. Hans skikkelser kaster ingen skygge, men iblandt står de med ryggen til, og kigger ind i billederummet for at give det dybde. Farver bruges for at skabe sammenhæng; Judas Iskariots gule kappe og jomfru Marias blå kåbe gør det nemt for os at genkende de to i de forskellige optrin.
Franciskansk forkyndelse retter sig især mod almuen, og dermed var den teologi, som lå i billederne, langt vigtigere end teksten i de skolastiske lærebøger. I Scrovegni-kapellet står det tomme kors over døren, som skille mellem salighed og fortabelse. Lidt humor kommer til syne, hvor en lille forskræmt synder prøver at gemme sig bag korsets fod. Jesus har Giotto sat på et skjold, båret oppe af engle. Midt i helvedespølen sidder Satan og spiser syndere i den ene ende og skider dem ud i den anden, som en grusom parodi på den genfødelse, der blev de salige til del. Den tårnhøje, lodne djævel, der knaser syndere mellem tænderne, er også underlagt Gud; han tjener kun som vagtmester for Vorherre. De fortabte omkring ham rammes af rædsler, hentet fra samtidens straffepraksis: Udrevne tunger; opsprættede maver; bly, der hældes i synderens øre - det kunne man altsammen se på rettersteder i 1300-tallets byer. På Jesu højre side knæler Rinardo og Enrico Scrovegni; Enrico skænker en miniature af kapellet til jomfru Maria. Hendes accept af gaven skal redde far og søn fra den evige pine. Både for Dante og Giotto var dommedag en reparatio, hvor alt sættes på plads igen efter historiens skæve gang. 